# ليون إيفيريت
ليون إيفيريت (بالإنجليزية: Leon Everette)‏ هو كاتب أغاني أمريكي، ولد في 21 يونيو 1948.